# Siadło Górne
Siadło Górne (Duits: Hohenzahden) is een dorp in de Poolse woiwodschap West-Pommeren. De plaats maakt deel uit van de gemeente Kołbaskowo (Powiat Policki).